# 8515 Корван
8515 Корван (8515 Corvan) — астероїд головного поясу, відкритий 4 вересня 1991 року.
Тіссеранів параметр щодо Юпітера — 3,348.